# Tobiasnachten

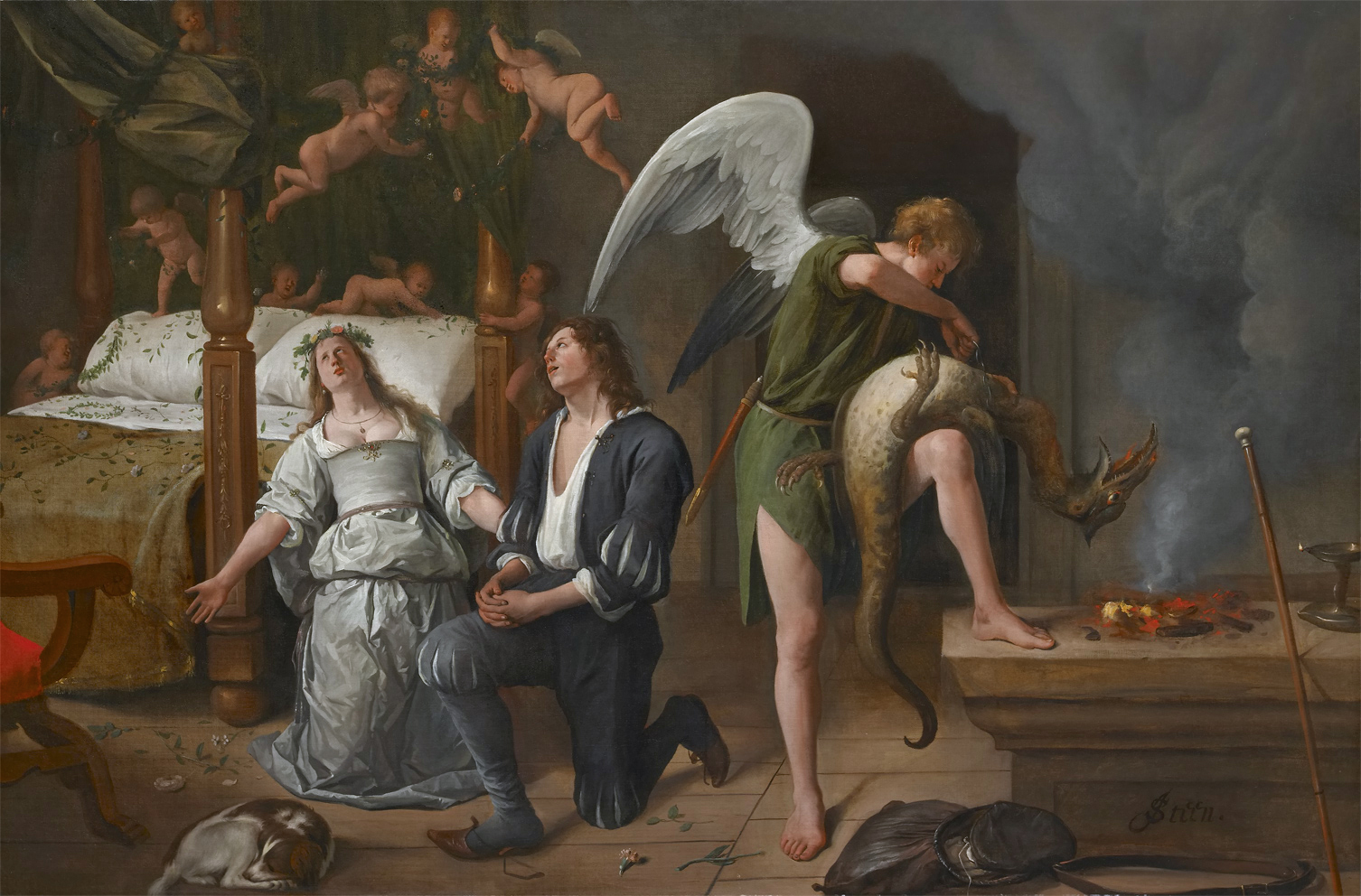
De huwelijksnacht van Tobias en Sara (Jan Steen, ca. 1668): links het biddende paar, rechts is Rafael in de weer met de demon boven de rokende visingewanden.

De Tobiasnachten (Latijn: trinoctium castitatis = drienachtelijke kuisheid) waren een kerkelijk voorschrift om de eerste drie nachten van het huwelijk in kuisheid en gebed door te brengen naar het voorbeeld van Tobias en Sara in het bijbelboek Tobit (6:14-19 en 8). De consummatie van de echtverbintenis werd dus uitgesteld.
Volgens het bijbelverhaal had Sara zeven echtgenoten gehad, die door toedoen van de verliefde demon Asmodeus telkens in het huwelijksbed waren gestorven vóór ze hen "gekend" had. De demon lag ook op de loer voor de achtste echtgenoot Tobias, maar op aanbeveling van de aartsengel Rafael verjaagde hij Asmodeus door in de bruidskamer een vissenhart en -lever op gloeiende as te leggen. Daarna baden Tobias en Sara samen tijdens de bruidsnacht. In de Vulgaat duurde dit gebed door een vertaalfout drie nachten.
Het is niet duidelijk wanneer daaruit de regel is gegroeid dat pasgehuwden zich gedurende een, twee of drie nachten moesten onthouden van seks. De eerste ondubbelzunnige vermeldingen dateren uit de karolingische periode. Een vervalst decretaal van paus Evaristus, tegen 837 vervaardigd in Reims, nam de Tobiasnachten op in de vereisten voor een rechtmatig huwelijk. Dit document leidde in latere eeuwen nog tot veel debat, maar een geldigheidsvoorwaarde zijn de Tobiasnachten in elk geval nooit geweest. Het was meer een gebruik dat varieerde van streek tot streek. In Frankrijk kon men de Tobiasnachten overslaan met een (betalende) dispensatie van de bisschop.
Kerkelijk raakte de regel in onbruik. In de folklore leefde hij nog enige tijd door in allerlei kunstgrepen en valstrikken om te "verhinderen" dat pasgetrouwden in het huwelijksbed zouden duiken.

## Voetnoten
1. ↑  Philip L. Reynolds, How Marriage Became One of the Sacraments, 2016, p. 187
2. ↑  Philip L. Reynolds, How Marriage Became One of the Sacraments, 2016, p. 44-45
3. ↑  Henri Vannoppen, "Huwelijksgebruiken door de eeuwen heen in Midden-Brabant (deel 7)", in: Eigen Schoon & De Brabander, 2021, nr. 4, p. 483-496